# Azizulhasni Awang
Azizulhasni Awang, född den 5 januari 1988 i Terengganu, är en malaysisk tävlingscyklist.
Han tog OS-brons i keirin i samband med de olympiska tävlingarna i cykelsport 2016 i Rio de Janeiro. Vid olympiska sommarspelen 2020 i Tokyo tog Awang silver i keirin.